# Domaine de Yokosuka
 (septembre 2016).

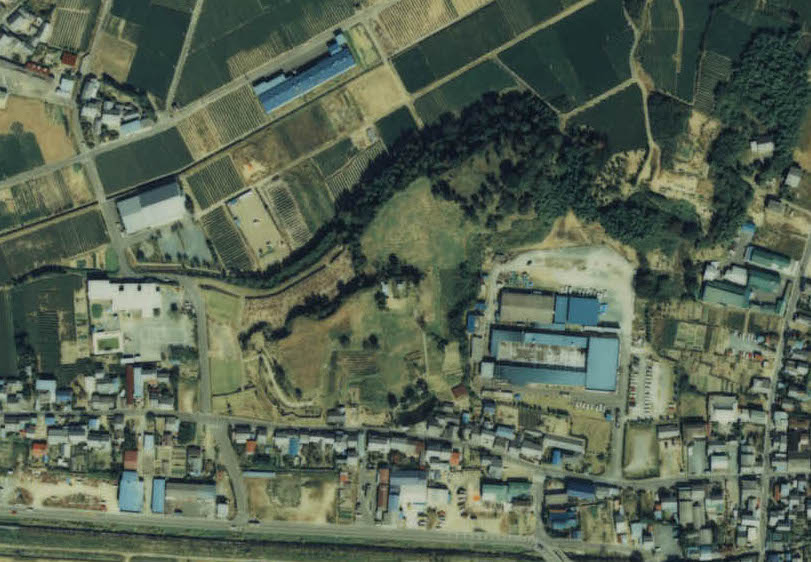
Vue aérienne du parc du château de Yokosuka.

Le domaine de Yokosuka (横須賀藩, Yokosuka-han) est un domaine féodal fudai japonais de l'époque d'Edo situé dans la province de Tōtōmi. Son quartier général se trouve au château de Yokosuka dans l'actuel district Matsuo de la ville de Kakegawa, préfecture de Shizuoka.

## Histoire
En février 1601, Tokugawa Ieyasu autorise Ōsuga Tadamasa, daimyo du domaine de Kururi dans la province de Kazusa, à retourner dans ses terres ancestrales à Tōtōmi, et le gouverneur se voit accorder le statut de 55 000 koku. Ōsuga Tadamasa est le fils du maître du château de Yokosuka et est transféré par Toyotomi Hideyoshi ainsi qu'Ieyasu dans la région de Kantō. Durant la période troublée qui suit la mort de Hideyoshi, Ōsuga Tadamasa se fait une réputation de conduite intègre et de fort soutien d'Ieyasu. Mais son fils prend la tête du domaine de Tatebayashi (110 000 koku) dans la province de Kōzuke et le domaine de Yokosuka Domain retourne au statut de tenryō en décembre 1615.
En octobre 1619, Matsudaira Shigekatsu est transféré du domaine de Sekiyado dans la province de Shimōsa au domaine de Yokosuka et reçoit 26 000 koku de revenus. Son fils, Matsudaira Shigetada, ancien seigneur du château de Sunpu, devient daimyo en 1621 et voit ses revenus augmenter à 40 000 koku avant d'être transféré au domaine de Kaminoyama dans la province de Dewa l'année suivante.
Le domaine de Yokosuka est ensuite attribué au rōjū Inoue Masanari, avec des revenus maintenant fixés à 52 500 koku. Son fils Inoue Masatoshi n'hérite que de 47 500 koku en 1628, la différence de 5 000 koku étant attribuée à son frère cadet. Il est cependant récompensé de 2 500 koku par le shōgun Tokugawa Iemitsu pour son rôle dans l'affaire Tokugawa Tadanaga et se trouve ainsi classé parmi les daimyos à 50 000 koku quand il est transféré en 1645 au domaine de Kasama dans la province de Hitachi.
Le prochain résident du château de Yokosuka est Honda Toshinaga, ancien daimyō du domaine d'Okazaki dans la province d'Owari. Toshinaga Honda se révèle un gouverneur très impopulaire, dépensant sans compter avec des prostituées et dans des parties de saké, ne s'intéressant pas aux questions de gestion, emprisonnant ou exécutant ses conseillers et établissant un réseau d'espions et de mouchards dans tout le domaine. Après que les taxes ont fortement augmenté et qu'une série de cent ordonnances répressives a été édictée en 1682, le domaine est victime d'un typhon, à la suite de quoi la population se révolte. Honda est arrêté par des officiels du shogunat Tokugawa et emprisonné au château d'Edo, où il est inculpé de 23 charges de fautes officielles. Mais il est gracié et affecté au domaine de Murayama dans la province de Dewa (10 000 koku).
À la suite de cet incident, le domaine de Yokosuka est attribué à Nishio Tadanari, anciennement au domaine de Komoro dans la province de Shinano et dont la famille gouverne le domaine pendant huit générations, jusqu'à la restauration de Meiji. Durant la période du Bakumatsu, Nishio Tadaatsu, le huitième et dernier daimyō, essaye dans un premier temps de rester neutre mais finit par joindre ses forces à celles de l'alliance Satchō (armée impériale). En février 1869, il est transféré par le nouveau gouvernement de Meiji dans l’éphémère domaine de Hanabusa dans la province d'Awa et le domaine de Yokosuka est absorbé dans le nouveau domaine de Shizuoka créé pour l'ancien shogun maintenant retiré, Tokugawa Yoshinobu.

## Liste des daimyos
- Clan Ōsuga (fudai) 1621-1622

| # | Nom                                     | Dates     | Titre         | Rang                    | Revenus     |
| - | --------------------------------------- | --------- | ------------- | ----------------------- | ----------- |
| 1 | Ōsuga Tadamasa (大須賀忠政)             | 1601-1607 | Dewa-no-kami  | 5e inférieur (従五位下) | 60 000 koku |
| 2 | Tadatsugu Sakakibara (Ōsuga) (榊原忠次) | 1607-1615 | Shikibu-taifu | 4e inférieur (従四位下) | 26 000 koku |

- Clan Matsudaira (Nomi) (fudai) 1621-1622

| # | Nom                              | Dates     | Titre         | Rang                    | Revenus     |
| - | -------------------------------- | --------- | ------------- | ----------------------- | ----------- |
| 1 | Matsudaira Shigekatsu (松平重勝) | 1619-1621 | Osumi-no-kami | 5e inférieur (従五位下) | 26 000 koku |
| 2 | Matsudaira Shigetada (松平重忠)  | 1621-1622 | Tango-no-kami | 5e inférieur (従五位下) | 26 000 koku |

- Clan Inoue (fudai) 1622-1645

| # | Nom                        | Dates     | Titre              | Rang                    | Revenus     |
| - | -------------------------- | --------- | ------------------ | ----------------------- | ----------- |
| 1 | Inoue Masanari (井上正就)  | 1622-1629 | Shūkeiryō (主計頭) | 5e inférieur (従五位下) | 52 500 koku |
| 2 | Inoue Masatoshi (井上正利) | 1628-1645 | Kawachi-no-kami    | 5e inférieur (従五位下) | 50 000 koku |

- Clan Honda (fudai) 1645-1681

| # | Nom                        | Dates     | Titre           | Rang                    | Revenus     |
| - | -------------------------- | --------- | --------------- | ----------------------- | ----------- |
| 1 | Honda Toshinaga (本多利長) | 1645-1681 | Echizen-no-kami | 5e inférieur (従五位下) | 40 000 koku |

- Clan Nishio (fudai) 1681-1868 ; 25 000-35 000 koku

| # | Nom                         | Dates     | Titre                 | Rang                    | Revenus     |
| - | --------------------------- | --------- | --------------------- | ----------------------- | ----------- |
| 1 | Nishio Tadanari (西尾忠成)  | 1682-1713 | Oki-no-kami           | 5e inférieur (従五位下) | 25 000 koku |
| 2 | Nishio Tadanao (西尾忠尚)   | 1713-1760 | Oki-no-kami           | 4e inférieur (従四位下) | 35 000 koku |
| 3 | Nishio Tadamitsu (西尾忠需) | 1760-1782 | Mondo no Shō (主水正) | 4e inférieur (従四位下) | 35 000 koku |
| 4 | Nishio Tadayuki (西尾忠移)  | 1782-1801 | Oki-no-kami           | 5e inférieur (従五位下) | 35 000 koku |
| 5 | Nishio Tadayoshi (西尾忠善) | 1801-1829 | Oki-no-kami           | 5e inférieur (従五位下) | 35 000 koku |
| 6 | Nishio Tadakata (西尾忠固)  | 1829-1843 | Oki-no-kami           | 5e inférieur (従五位下) | 35 000 koku |
| 7 | Nishio Tadasaka (西尾忠受)  | 1843-1861 | Oki-no-kami           | 5e inférieur (従五位下) | 35 000 koku |
| 8 | Nishio Tadaatsu (西尾忠篤)  | 1861-1868 | Oki-no-kami           | Vicomte                 | 35 000 koku |